# Diego de Paz y Quiñones
Diego de Paz y Quiñones (Santiago de Guatemala c. 1540s - Reino de Guatemala c. 1630) era uno de los hijos del conquistador español Álvaro de Paz, y debido a ello la Real Audiencia de Guatemala le confirió los cargos de corregidor de Tecpán Atitlán y corregidor de samayac, y más adelante el monarca español lo nombraría alcalde mayor interino de San Salvador.

## Biografía
Diego de Paz y Quiñones nacería por la década de 1540s en Santiago de Guatemala como hijo del conquistador español Álvaro de Paz y de Elvira de Quiñones. Varios años después se casaría con María de Villafuerte (hija del conquistador Gonzalo de Ovalle, y con quien engendraría 3 hijos) y la Real Audiencia de Guatemala le otorgaría el cargo de corregidor de Tecpán Atitlán (Sololá); posteriormente en 1577 solicitó la cancelación del sueldo durante el tiempo que ejerció dicho puesto.
En 1578 fue nombrado corregidor del partido de Samayac, con el encargo e que sirviera de juez en la tasación de tributos de los pueblos de esa jurisdicción. El 8 de enero de 1579 fue designado alcalde de la santa hermandad, fiel ejecutor y alguacil mayor del cabildo de Santiago de Guatemala.
En 1581 se desempeñaba como corregidor del valle de Guatemala; ese mismo año, compareció ante la real audiencia guatemalteca para solicitarle al monarca español (en ese entonces Felipe II) que se le otorgase el gobierno de una alcaldía mayor. Asimismo, el 9 de septiembre de ese año el cabildo de Santiago de Guatemala lo comisionó para el exterminio de la plaga de langosta y chapulin.
El 5 de noviembre de 1588, por real cédula del rey Felipe II y debido al fallecimiento del entonces alcalde mayor de San Salvador capitán Lucas Pinto, fue nombrado alcalde mayor interino de San Salvador, para ejercerlo durante un año (contado desde el momento en que se presente en el cabildo de San Salvador) y con la mitad del salario del alcalde mayor anterior. El 30 de diciembre de ese año, fue juramentado para dicho cargo ante el cabildo de San Salvador presidido por los alcaldes ordinarios Gerónimo de la Muela y Francisco Méndez.
En 1589 solicitó a la real audiencia de que recolectasen información de sus méritos y servicios, y los de su padre y su suegro, para pedir al monarca de que sus hijos se encargasen de los indígenas que tiene, luego de su fallecimiento.
Luego de terminar su período de alcalde mayor se dirigió a la ciudad de Santiago de Guatemala, donde en 1590 se le otorgó caballerías de tierra en los límites del pueblo de Mixco. Es poco lo que sabe después, se conoce que en 1626 tenía por encomienda el pueblo de Santiago el zambo y que pedía a los indígenas que se habían ausentado a que retornaran a ese pueblo; y eso es la última información que se tiene de él, probablemente falleció poco tiempo después.